# Ṙobert Arzowmanyan
Ṙobert Arzowmanyan (in armeno Ռոբերտ Արզումանյան; Erevan, 24 luglio 1985) è un allenatore di calcio ed ex calciatore armeno, di ruolo difensore, tecnico dell'Urartu.

## Palmarès

### Club

#### Competizioni nazionali
- Campionato armeno: 5

Pyunik: 2003, 2004, 2005, 2006, 2007
- Coppa d'Armenia: 1

Pyunik: 2004
- Supercoppa d'Armenia: 3

Pyunik: 2004, 2005, 2007
- Campionato kazako: 1

Aqtobe: 2013
- Supercoppa del Kazakistan: 1

Aqtobe: 2014